# 皮利加尼
50°22′9″N 24°52′51″E / 50.36917°N 24.88083°E
皮利加尼（烏克蘭語：Пильгани），是烏克蘭的村落，位於該國西部沃倫州，由盧茨克區負責管轄，面積8.54平方公里，海拔高度221米，2001年人口274，人口密度每平方公里32.08人。